# Nevers Mumba
Nevers Mumba (18 maggio 1960) è un pastore protestante e politico zambiano.
È stato vice presidente dello Zambia dal 29 maggio 2003 al 4 ottobre 2004.

## Biografia
Figlio di un pastore protestante dell'United Church of Zambia, Nevers Mumba è nato a Chitambo, un villaggio vicino Serenje. Dopo avere frequentato la scuola primaria a Chinsali è stato ammesso a frequentare l'Hillcrest Technical Secondary School di Livingstone, una delle migliori scuole superiori ad indirizzo tecnico dello Zambia. Durante il periodo scolastico è entrato nella Zambia Cooperative Cadet Force (ZCCF) e nel 1976 ha raggiunto il grado di sergente. L'anno successivo si è avvicinato al movimento pentecostale. Dopo il conseguimento del diploma di scuola superiore ha intrapreso il training annuale nello Zambia National Service con l'intenzione di dedicarsi alla carriera militare, ma poi ha cambiato idea e ha deciso di andare a lavorare nelle miniere della provincia di Copperbelt. Nel 1979 Mumba si è unito alla Maranatha Church di Kitwe, una chiesa pentecostale delle Assemblee di Dio. 
Nel 1981 è diventato amico del predicatore evangelico Reinhard Bonnke, in visita nello Zambia. Su raccomandazione di Bonnke, Mumba è stato ammesso al Bible College del Christ for the Nations Institute di Dallas, dove si è laureato in teologia nel 1984. Tornato in Zambia nel 1985, ha iniziato l'attività di pastore e predicatore evangelico fondando la Victory Bible Church, che è arrivata a contare rapidamente più di mille membri. Dal 1990 ha cominciato a predicare anche in televisione. Mumba ha acquisito una grande notorietà in patria come predicatore nella stazione televisiva dello Zambia Trinity Broadcasting Network, ma anche in Uganda, Namibia e Canada. È apparso in diverse trasmissioni nella Repubblica del Sud Africa e sul Christian Broadcasting Network a Virginia Beach, USA. In seguito ha fondato la Victory Ministries International, organizzazione che si batte contro gli svantaggi finanziari e di approvvigionamento dei paesi in via di sviluppo. 
Nel 1997 Mumba ha fondato la National Christ Coalition, un movimento politico cristiano che l’anno successivo si è trasformato in un partito politico. Nel 2001 il suo partito ha partecipato alle elezioni generali in Zambia. Durante la presidenza di Levy Mwanawasa, nel 2003 Mumba è diventato vice presidente dello Zambia al posto di Enoch Kavindele. Nel 2012 Mumba è stato eletto presidente del Movimento per la Democrazia Multipartitica, partito fondato nel 1990 da Frederick Chiluba. 
Mumba è spostato e dalla moglie Florence ha avuto cinque figli.